# 前648年
| 千纪： | 前1千纪 |
| 世纪： | 前8世纪 \| 前7世纪 \| 前6世纪 |
| 年代： | 前670年代 \| 前660年代 \| 前650年代 \| 前640年代 \| 前630年代 \| 前620年代 \| 前610年代                                                                                             |
| 年份： | 前653年 \| 前652年 \| 前651年 \| 前650年 \| 前649年 \| 前648年 \| 前647年 \| 前646年 \| 前645年 \| 前644年 \| 前643年                                                               |
| 纪年： | 周襄王四年 魯僖公十二年 齊桓公三十八年 晉惠公三年 秦穆公十二年 宋襄公三年 楚成王二十四年 衛文公十二年 陳宣公四十五年 蔡穆侯二十七年 曹共公五年 郑文公二十五年 燕襄公十年 杞成公七年 |

## 大事记
- 黃國被楚國所滅。
- 巴比伦城在歷經3年的攻城戰后落入亚述军队之手；巴比倫王朝國王沙马什·舒姆·乌金縱火自焚
- 伯罗奔尼撒的麦西尼亚人在国王阿里斯多美奈斯的领导下反抗斯巴达，此次反抗一直持续到公元前631年